# Frank Christian
Frank Joseph Christian, né le 3 septembre 1887 à La Nouvelle-Orléans et mort le 27 novembre 1973 dans la même ville, est un cornettiste de jazz américain.

## Biographie
Ses frères Emile (1895-1973) et Charles (1886-1964) sont aussi musiciens. Dans sa jeunesse, il joue plusieurs instruments (clarinette, trompette, violon, tuba). Vers 1908, il est embauché par Papa Jack Laine ; il joue ensuite pour Tom Brown et Johnny Fisher, puis dans sa propre formation. En 1916, il est choisi pour partir jouer à Chicago avec Johnny Stein au sein de ce qui va devenir le Original Dixieland Jass Band. Frank effectue des essais avec le groupe mais préfère rester à La Nouvelle-Orléans où il a suffisamment d'opportunités professionnelles.
Le succès rencontré à Chicago par l'ODJB et d'autres orchestres de Louisiane l'incite à rejoindre finalement Chicago où il joue avec Johnny Fischer et Anton Lada, puis New York où il joue au The Alamo, un club de Manhattan. Nick La Rocca, considérant Franck comme un concurrent, lui offre 200 dollars pour retourner à La Nouvelle-Orléans : Franck refuse et forme l'Original New Orleans Jazz Band (en) qui se fait une réputation à New York à la fin des années 1910 et effectue des enregistrements en 1918-1919. En 1920, il cède la direction de l'orchestre à Jimmy Durante. Par la suite, il apparaît sur scène dans un vaudeville avec Gilda Gray, puis dans divers orchestres de théâtre et de dancings. Il retourne enfin finir ses jours à La Nouvelle Orléans.